# 西倉線
西倉線（ソチャンせん）は、朝鮮民主主義人民共和国平安南道徳川市にある徳川駅から西倉駅までを結ぶ鉄道路線である。

## 路線データ
- 路線距離：徳川～西倉間11.6km
- 駅数：4（両端駅を含む）
- 軌間：1435mm
- 電化区間：全線（直流3000V）
- 複線区間：なし

## 駅一覧
- 駅所在地は全線平安南道徳川市内。

| 駅名     | 駅名     | 駅名       | 駅間キロ (km) | 累計キロ (km) | 接続路線                     |
| 日本語   | 朝鮮語   | 英語       | 駅間キロ (km) | 累計キロ (km) | 接続路線                     |
| -------- | -------- | ---------- | ------------- | ------------- | ---------------------------- |
| 徳川駅   | 덕천역   | Tŏkch'ŏn   | 0.0           | 0.0           | 北朝鮮鉄道省：平徳線         |
| 西徳川駅 | 서덕천역 | Sŏdŏkch'ŏn |               |               | 北朝鮮鉄道省：新城線         |
| 鉄騎山駅 | 철기산역 | Ch'ŏlgisan |               |               | 北朝鮮鉄道省：檜屯線・亨鳳線 |
| 西倉駅   | 서창역   | Sŏch'ang   | 11.6          | 11.6          |                              |

## 参考資料
- 国分隼人（2007年）. 『将軍様の鉄道 北朝鮮鉄道事情』, 新潮社. ISBN 9784103037316